# 前31年
| 千纪： | 前1千纪 |
| 世纪： | 前2世纪 \| 前1世纪 \| 1世纪                                                                                |
| 年代： | 前60年代 \| 前50年代 \| 前40年代 \| 前30年代 \| 前20年代 \| 前10年代 \| 前0年代                            |
| 年份： | 前36年 \| 前35年 \| 前34年 \| 前33年 \| 前32年 \| 前31年 \| 前30年 \| 前29年 \| 前28年 \| 前27年 \| 前26年 |
| 纪年： | 西汉建始二年                                                                                               |

## 大事记
- 9月2日：屋大維在亞克興海戰大敗馬克·安東尼與克利奧帕特拉七世的聯軍。
- 呼韓邪單于去世，昭君欲歸漢，漢成帝命其從胡俗，再嫁呼韓邪單于的兒子復株絫若鞮單于。

## 逝世
- 呼韓邪單于，西漢後期匈奴單于之一。